# MYCIN
MYCIN är ett av de första expertsystemen, utvecklat i mitten på 1970-talet vid Stanford University. Programmet var framtaget för att assistera läkare vid diagnostisering och behandling av hjärnhinneinflammation och bakterieinfektioner. MYCIN låg senare till grund för utvecklingen av EMYCIN.